# Banderes de Mongòlia Interior
| Bandera           | Bandera                                               |
| ----------------- | ----------------------------------------------------- |
| Manxú:            | Gūsa (romanitzat)                                     |
| Mongol clàssic:   | ᠬᠣᠰᠢᠭᠤ ᠪᠣᠱᠤᠬᠤ qosiγu bošuγu hôxûû bôxig (romanitzat)  |
| Xinès:            | 旗 (caràcter xinès) qí (Pinyin)                       |
| Mongol ciríl·lic: | Хошуу (ciril·litzat) khoshuu (romanitzat)             |
| Mongol:           | ᠬᠣᠰᠢᠭᠤ (Escriptura mongol) Hôxûû O Hûxûû (romanitzat) |

Una bandera (en xinès 旗; pinyin qí) és una divisió administrativa de la Regió Autònoma de Mongòlia Interior de la República Popular de la Xina, equivalent al nivell de xian.
La divisió en banderes es va establir durant la dinastia Qing, la qual va organitzar el mongols en banderes, excepte els que pertanyien a les Vuit Banderes. Cada bandera tenia unes subdivisions anomenades sum. A la Mongòlia Interior, diverses banderes van fer una lliga. La resta, incloent Mongòlia Exterior, Xinjiang del nord i Qinghai, la divisió administrativa més gran era l'Aimag (Аймаг). La dinastia va protegir Mongòlia de pressió de població de la Xina estricta, tot i que alhora va restringir als mongols que travessessin les fronteres de bandera.
Hi havia 49 banderes i 24 tribus durant la República de la Xina.
En l'actualitat, les banderes són una divisió de tercer nivell en la jerarquia administrativa xinesa, al mateix nivell que el xian. Hi ha 49 banderes en total.

## Banderes
A la llista següent es presenten les 49 banderes ordenades alfabèticament.
- Bandera d'Abag; Lliga: Xilingol
- Bandera d'Alxa Esquerra; Lliga: Alxa
- Bandera d'Alxa Dreta; Lliga: Alxa
- Bandera d'Aohan
- Bandera d'Ar Horqin
- Bandera d'Arun
- Bandera de Bairin Esquerra
- Bandera de Bairin Dreta
- Bandera de Barag Antiga
- Bandera de Barag Nova Dreta
- Bandera de Barag Nova Esquerra
- Bandera de Chahar Central Dreta
- Bandera de Chahar Anterior Dreta
- Bandera de Chahar Posterior Dreta
- Bandera de Dalat
- Bandera de Darhan Muminggan Unida
- Bandera d'Ejin; Lliga: Alxa
- Bandera d'Ejin Horo
- Bandera de Hanggin
- Bandera de Hanggin Posterior
- Bandera de Harqin
- Bandera de Hexigten
- Bandera de Horqin Posterior Esquerra
- Bandera de Horqin Central Esquerra
- Bandera de Horqin Anterior Dreta; Lliga: Hinggan
- Bandera de Horqin Posterior Dreta; Lliga: Hinggan
- Bandera de Hure
- Bandera de Jalaid; Lliga: Hinggan
- Bandera de Jarud
- Bandera de Jung Gar
- Bandera de Muminggan -> Darhan Muminggan Unida
- Bandera de Naiman
- Bandera d'Ongniud
- Bandera d'Otog
- Bandera d'Otog Anterior
- Bandera de Siziwang
- Bandera de Sonid Esquerra; Lliga: Xilingol
- Bandera de Sonid Dreta; Lliga: Xilingol
- Bandera de Taibus; Lliga: Xilingol
- Bandera de Tumed Esquerra
- Bandera de Tumed Dreta
- Bandera de Ujimqin Esquerra; Lliga: Xilingol
- Bandera de Ujimqin Dreta; Lliga: Xilingol
- Bandera d'Urat Posterior
- Bandera d'Urat Central Esquerra
- Bandera d'Urat Anterior
- Bandera d'Uxin
- Bandera de Xianghuang; Lliga: Xilingol
- Bandera de Zhenglan; Lliga: Xilingol
- Bandera de Zhengxiangbai; Lliga: Xilingol

## Bandera autònoma
Una bandera autònoma (en xinès: 自治旗; pinyin zìzhìqí) és un tipus especial de bandera establerta per la República Popular de la Xina. Hi ha 3 banderes autònomes, totes elles a la part nord-est de la Mongòlia Interior, cada una amb una majoria ètnica d'una de les ètnies designades com a minories ètniques pel govern de la Xina diferent de la Han o la Mongol:
- Bandera Autònoma Oroqen (鄂伦春自治旗) dels Oroqens
- Bandera Autònoma Evenki (鄂温克族自治旗) dels evenkis
- Bandera Autònoma Daur Morin Dawa (莫力达瓦达斡尔族自治旗) dels daurs

## Banderes convertides en ciutats o xians
- Xian Autònom Mongol de Dorbod (Bandera de Dorbod)
- Ergun (Bandera d'Ergun Dreta)
- Genhe (Bandera d'Ergun Esquerra)
- Xian Autònom Mongol de Harqin Ala (Bandera de Harqin Esquerra)
- Xian Autònom Mongol de Gorlos (Bandera de Gorlos Anterior)
- Xilinhot (Bandera d'Abahanar)
- Yakeshi (Bandera de Xuguit)
- Zhalantun (Bandera de Butha)
- Xian de Zhaoyuan (Bandera de Gorlos Posterior)